# 엘리아 잉글리시
엘리아 잉글리시(영어: Ellia English, 1960년 3월 26일~)는 미국의 배우, 피아노 연주자이다.
커빙턴에서 태어났다.

## 출연 작품
- 《위자드림》 (2018년)
- 《언더독 키즈》 (2015년)
- 《페탈 온 더 윈드》 (2014년)
- 《웬 어 우먼스 페드 업》 (2013년)
- 《댄스 플릭》 (2009년)
- 《마이 시스터즈 키퍼》 (2009년)
- 《코너!》 (2008년)
- 《세미 프로》 (2008년)
- 《굿 럭 척》 (2007년)
- 《우먼 다우 아트 루지드》 (2004년)
- 《맨발의 경영자》 (1995년)

### 텔레비전
- 《내일은 스타》 (1982)
- 《The Jamie Foxx Show》 (1996-2001)
- 《커브 유어 엔수지애즘》 (2007-09, 2024)
- 《찰리야 부탁해》 (2010-14) - 메리 루 웬츠 역